# Povedilla
Povedilla – gmina w Hiszpanii, w prowincji Albacete, w Kastylii-La Mancha, o powierzchni 49,43 km². W 2011 roku gmina liczyła 538 mieszkańców.